# Patambicho
Patambicho är en ort i Mexiko.   Den ligger i kommunen Tzintzuntzan och delstaten Michoacán de Ocampo, i den södra delen av landet, 250 km väster om huvudstaden Mexico City. Patambicho ligger 2 073 meter över havet och antalet invånare är 222. Den ligger vid sjön Lago de Pátzcuaro.
Terrängen runt Patambicho är kuperad. Runt Patambicho är det ganska tätbefolkat, med 139 invånare per kvadratkilometer. Närmaste större samhälle är Pátzcuaro, 15,2 km söder om Patambicho. I omgivningarna runt Patambicho växer huvudsakligen savannskog.